# باراباس

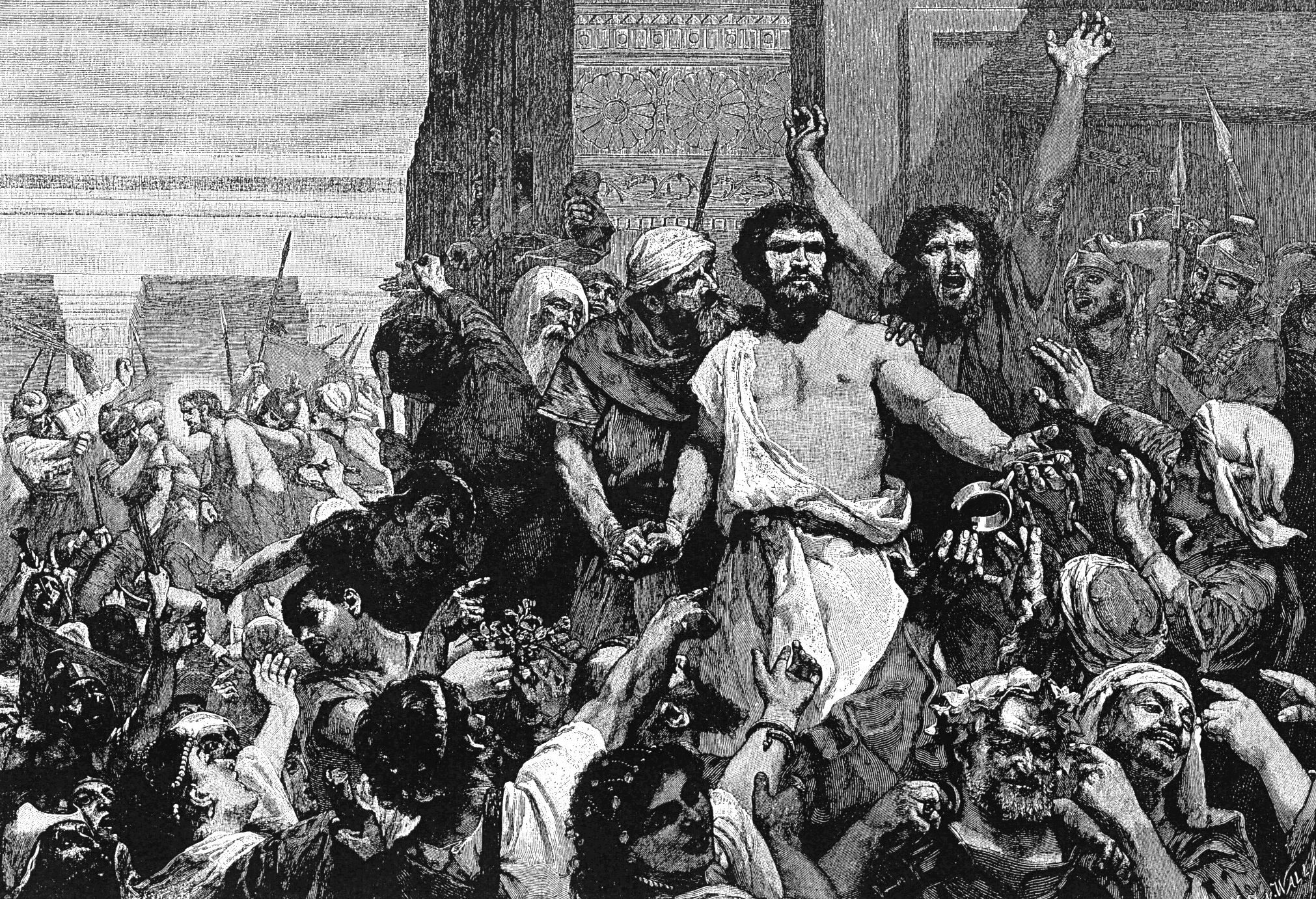
آزادی باراباس از زندان

باراباس چهره‌ای‌ست که در روایت روزهای پایانی زندگی عیسی بدو اشاره می‌شود، بدین شکل که او شورشی‌ای بود که همزمان با عیسی توسط رومیان دستگیر شده بود و پیلاطس در اورشلیم او را در پسح آزاد کرد، حال اینکه عیسی را به عنوان زندانی نگه داشت.